# ترينتشياسكي تيبليسي
ترينتشياسكي تيبليسي (بالإنجليزية: Trenčianske Teplice)‏ هي location with spa، بلدة وmunicipality of Slovakia تقع في سلوفاكيا في Trenčín District.[بحاجة لمصدر] يقدر عدد سكانها بـ 4,297 نسمة .

## المدن التوأمة
مدينة آشرسليبن هي مدينة توأمة لـترينتشياسكي تيبليسي.